# Muhammad ibn Ya'qub al-Kulayni
Abū Jaʿfar Muḥammad b. Yaʿqūb b. Isḥāq al-Kulaynī al-Rāzī (in farsi شیخ ابو جعفر محمّد بن یعقوب بن اسحاق ﺍﻟﻜﻠﻴﻨﻲ ﺍﻟﺮازی; Qom, 864 – 941) è stato un teologo e giurista persiano, detto Thīqat al-Islām (Affidabilità dell'Islam).

## Biografia
Al-Kulaynī (o al-Kulīnī) è di gran lunga il più famoso compilatore sciita di ḥadīth che sistematizzò le tradizioni relative agli Imam dell'Ahl al-Bayt. Fu l'autore del Kitāb al-Kāfī, libro di riferimento per i ḥadīth sciiti.
Il suo nome completo era Abū Jaʿfar Muḥammad b. Yaʿqūb b. Isḥāq al-Kulaynī al-Rāzī.
Kulaynī o anche Kulīnī nacque secondo alcuni a Qom ma secondo i più accreditati studiosi,  in un villaggio chiamato Kulayn o Kulīn, in Iran. La tomba di suo padre, il Mulla Yaʿqūb al-Kulaynī, è visibile ancora a Rayy.
Abū Jaʿfar Muḥammad nacque nel periodo della cosiddetto "occultamento minore" dell'Imam (al-ghayba al-ṣughrā) Muhammad al-Mahdi (ultimo Imam per gli sciiti duodecimani (o imamiti) che, secondo la fede islamica sciita, avrebbe proseguito a ispirare ineffabilmente i suoi portavoce ed emissari.
Kulaynī veniva da una famiglia di muḥaddithūn (tradizionisti) e di fuqahāʾ (giuristi musulmani). Trascorse la maggior parte della vita nel III secolo dell'Egira e di quel secolo viene riconosciuto dagli sciiti come Mujaddid (rivivificatore). Kulaynī ricevette la prima istruzione religiosa nella sua città natale e si recò a Rayy per perfezionarla. Qui seguì le letture di studiosi suoi contemporanei e ricevette un'adeguata preparazione nelle scienze musulmane. In breve tempo si guadagnò una nomea di eminente studioso e prese a istruire a sua volta studenti da ogni parte del mondo islamico.
È annoverato tra i muḥaddithūn di una classe speciale nota come Riḥla-ye ḥadīth. Riḥla in lingua araba significa "viaggio" e vi erano studiosi che viaggiavano per raccogliere ḥadīth e incontrare le persone che consideravano essere autorità relativamente alle tradizioni islamiche (la cosiddetta ṭalab al-ʿilm, o "ricerca della conoscenza"). Egli visitò a tal fine anche Baghdad e vi soggiornò per venti anni, fino alla sua morte nel 941/329 E. Qui operò come insegnante e studioso.

## Mujaddiddel III secolo dell'Egira
È riconosciuto dagli sciiti duodecimani come il Mujaddid (Rinnovatore) del III secolo islamico. È un convincimento dello sciismo che Allah scelga un ʿālim (dotto religioso) ogni secolo, col compito di dar nuova vita e rafforzare l'Islam. Ibn al-Athir nel suo libro Jāmiʿ al-uṣūl, nel capitolo sulla nubuwwa (profezia) cita questo ḥadīth:
"Allah invia una persona ogni secolo con la responsabilità di diffondere e rafforzare la Sua religione".
Egli elenca i nomi delle persone considerate come mujaddidūn tra gli sciiti. Secondo lui, l'Imam Muhammad al-Baqir fu il Mujaddid del I secolo islamico. Il Mujaddid del II secolo fu l'Imam ʿAlī al-Riḍā e Mujaddid del III secolo fu per l'appunto Abū Jaʿfar Muḥammad ibn Yaʿqūb al-Kulaynī. Lo Shaykh ʿAbbās al-Qūmmī, nel suo libro al-Kuna wa al-alqāb (Sulle kunya e i laqab) ha fornito la lista completa dei Mujaddidūn dello sciismo e anch'egli ricorda al-Kulaynī come Mujaddid del III secolo islamico.

## Thiqat al-Islām
Kulaynī viene anche ricordato col laqab di Thiqat al-Islām (Affidabilità dell'Islam), non attribuito ad alcun altro studioso sciita. La "Scienza del ḥadīth" (Thiqah) nella  "ʿIlm al-rijāl" indica un trasmettitore affidabile di tradizioni. Gli studiosi sciiti Shaykh al-Tusi, Muḥammad Baqir Majlisī e il Qāḍī Nūr Allāh Shustarī sono tra quanti usano questo soprannome riferendosi a Kulayn.

## Lavori e contributi
Malgrado lo Shaykh al-Kulaynī sia famoso per il suo al-Kāfī (ciò che è sufficiente), questa non è la sua sola opera. Qui di seguito un breve elenco dei suoi lavori meglio noti:
- Kitāb al-Kāfī (unico sopravvissuto[8])
- Rasāʾil al-aʿimma (Lettere degli Imam)
- Kitāb al-rijāl (Libro degli Uomini[9])
- Kitāb al-radd ʿalā al-qarāmiṭa (Risposta contro i Carmati)
- Kitāb mā qīla fī al-aʾimma min al-shiʿr (Libro su ciò che è stato detto dagli Imam sulla poesia)
- Kitāb taʿbīr al-ruʾyā (Libro sull'interpretazione dei sogni)

## Retaggio
L'influenza di Kulaynī sui suoi contemporanei e sulle generazioni successive fu enorme e tra i suoi seguaci della Shi'a imamita in particolare.
Tra i suoi discepoli si ricordano
1. Aḥmad ibn Ibrāhīm, noto come Ibn Abī Rāfiʿ Simrī
2. Aḥmad ibn Kātib al-Kūfī
3. Aḥmad ibn ʿAlī ibn Saʿīd al-Kūfī
4. Aḥmad ibn Muḥammad ibn ʿĀṣim al-Kūfī
5. Abū Ghālib Aḥmad ibn Muḥammad Zarārī (285-364 dell'Egira)
6. Ja'far ibn Muḥammad ibn Quluwiya al-Qūmmī (368 dell'Egira)
7. ʿAbd al-Karīm ʿAbd Allāh ibn Naṣr Bazzāz Tanisī
8. ʿAlī ibn Aḥmad ibn Mūsā Diqān
9. Muḥammad ibn Ibrāhīm Niʿmanī, noto come Ibn Abī Zaynab, che copiò il suo K. al-Kāfī
10. Muḥammad ibn Aḥmad Ṣafwān, che visse a Baghdad, copiò anch'egli il suo K. al-Kāfī
11. Muḥammad ibn Aḥmad Ṣanʿānī Zahrī, che visse a Rayy
12. Abū l-Faḍl Muḥammad ibn ʿAbd Allāh ibn Matlab Shaybānī
13. Muḥammad ibn ʿAlī Majluwiya
14. Muḥammad ibn Muḥammad ibn Asam Kulaynī
15. Hārūn ibn Mūsā Tal'akbarī Shaybānī (n. nel 385 dell'Egira)